# Apteronotus galvisi
Apteronotus galvisi és una espècie de peix pertanyent a la família dels apteronòtids.

## Descripció
- La femella pot arribar a fer 18,98 cm de llargària màxima i el mascle 18,4.
- Cos uniformement marró, llevat d'una franja de color blanc o groc a la barbeta, la superfície dorsal del cap i el dors.
- Presenta una banda sense pigmentació que envolta la base de l'aleta caudal.
- 145-165 radis tous a l'aleta anal.
- És capaç de generar descàrregues elèctriques amb una freqüencia de 700-957 Hz.[5][6]

## Hàbitat
És un peix d'aigua dolça, bentopelàgic i de clima tropical, el qual viu en fons rocallosos, d'aigües netes i forts corrents.

## Distribució geogràfica
Es troba a Sud-amèrica: la conca del riu Meta a Colòmbia.

## Observacions
És inofensiu per als humans.